# The Modern Lovers
I Modern Lovers sono stati un gruppo musicale rock statunitense, fondato a Boston nel 1971 dal cantante e frontman Jonathan Richman.
La band propose un rock'n'roll per certi versi molto vicino ai Velvet Underground (che rappresentarono per Richman un'indiscutibile fonte di ispirazione) che nel 1976, anno di pubblicazione del loro unico omonimo album in studio, però, si collocò alla perfezione nel proto-punk di New York Dolls, Patti Smith e Iggy Pop solista. In seguito all'esperienza come Modern Lovers, Jerry Harrison contribuì alla formazione dei Talking Heads, David Robinson si unì ai Cars, Ernie Brooks entrò nella band di Elliott Murphy e Jonathan Richman diede inizio alla sua carriera solista. Pur con un solo album all'attivo, i Modern Lovers diedero un apporto fondamentale al nascente punk. Non a caso, i Sex Pistols li celebreranno nel loro The Great Rock 'n' Roll Swindle con una grezzissima cover di Roadrunner.

## Discografia
- 1976 – The Modern Lovers
- 1976 – Jonathan Richman and the Modern Lovers
- 1977 – Rock 'n' Roll with the Modern Lovers
- 1978 – Modern Lovers 'Live'
- 1979 – Back in Your Life
- 1981 – The Original Modern Lovers
- 1983 – Jonathan Sings!
- 1985 – Rockin' and Romance
- 1986 – It's Time For...
- 1988 – Modern Lovers 88
- 1994 – Precise Modern Lovers Order (Live)
- 1998 – Live at The Long Branch & More